# Nejapa (El Salvador)
Nejapa es un distrito, del municipio de San Salvador Oeste, del departamento de San Salvador, El Salvador. De acuerdo al Censo de Población y Vivienda de 2024, tiene 25.673 habitantes. Y significa "Rio de las cenizas"
También conocido por su  tradición de bolas de fuego, que se realiza cada año por el mes de agosto, conmemorando el día de la juventud nejapense y dos erupciones volcánicas (1658 y 1917).

## Toponimia
El topónimo náhuat Nejapa significa «Río de Las Cenizas» ('neshti': «Ceniza», 'apán': «Río»). En textos escritos, a través de la historia, aparece como Nixapan (1658), Nexapa (1659), San Jerónimo Nexapa (1736, 1740); y Nexapa (1770 – 1807).

## Historia
La población precolombina de Nejapa fue nahua. Se especula que el poblado original estuvo ubicado en las cercanías de la localidad de Opico y otros registros históricos la ubican al oeste de Quezaltepeque; en el actual cantón "Sitio de Los Nejapas" en Quezaltepeque. 
También hay documentación que durante Colonia Española, Nejapa estuvo ubicada entre Coatepeque y Quezaltepeque, pero a la erupción del volcán de San Salvador en 1658, muchos de sus habitantes se desplazaron a Quezaltepeque y  posteriormente en 1659 a su actual ubicación entre Apopa y Quezaltepeque, siendo en ese año su segunda fundación.
En 1770 fue pueblo anexo a la parroquia de San Salvador, y en 1786 perteneció al partido de San Salvador. 

### Pos-independencia
Administrativamente, Nejapa fue parte de San Salvador entre los años 1824 a 1838, y al Distrito Federal de la República de Centroamérica entre 1836 y 1839. 
El alcalde electo para el año de 1872 era don Tranquilino Monteroso.
El alcalde electo para el año de 1873 era don José Maldonado.
La cabecera obtuvo el título de villa por Decreto Legislativo del 6 de febrero de 1878. En 1892 formó parte del distrito de Tonacatepeque. 
En el 20 de abril de 1893, durante la administración del presidente Carlos Ezeta, la Secretaría de Instrucción Pública y Beneficencia, a propuesta del director general de Educación Pública, acordó el establecimiento de una escuela mixta en el valle de Mercedes, cuya dotación era 15 pesos mensuales.
Obtuvo el título de ciudad el 10 de noviembre de 1959 mediante publicación del Diario Oficial del día 20 de ese mes de mayo de 1886

## Información general
El distrito limita al norte con Quezaltepeque y Aguilares; al este con Guazapa y Apopa; al sur con San Salvador y Santa Tecla; y al oeste con Quezaltepeque. Administrativamente se compone de 8 cantones y 110 caseríos. Los ríos principales son el San Antonio y el Acelhuate. En cuanto a su orografía sus cerros principales son el Redondo o Tutultepeque, Ojo de Agua, y Nejapa; su clima es cálido y el monto pluvial anual oscila entre 1800 y 2000 mm. Su vegetación es bosque húmedo subtropical y muy húmedo subtropical. El municipio cubre un área de 83.4 km² y la altitud de la cabecera es 450 m s. n. m.
La economía de la zona se basa en el cultivo del café, granos básicos y frutas. También hay crianza de ganado vacuno, porcino, y aves de corral. Además se encuentran embotelladoras de bebidas, panaderías, carpinterías, molinos de nixtamal, etc. Hay locales comerciales de farmacias, zapaterías, ferreterías, comedores y otros. Tiene servicios públicos de Iglesias, centros educaticos, planta de desechos sólidos, parque, mercado, policía, casa comunal y de cultura, agua potable, transporte colectivo, entre otros. Las fiestas patronales se realizan del 27 al 30 de septiembre en honor a San Jerónimo. Nejapa forma parte del Área Metropolitana de San Salvador.

## Turismo
Nejapa, se encuentra a una distancia de 21 kilómetros de la ciudad de San Salvador. En Nejapa existe un importante centro llamado Polideportivo «Vitoria Gasteiz», el cual contiene piscinas, (una con olas artificiales) y estadio de fútbol. Este complejo surgió gracias a la ayuda de ayuntamientos de España, especialmente el Vitoria, por el que lleva su nombre. En la localidad se encuentran, además, pupusódromos, para disfrutar el platillo nacional salvadoreño por excelencia. Además de eso cuenta con el río San Antonio volviéndose más llamativo y que puedes visitar para darte un refrescante baño alrededor de la naturaleza y en un ambiente limpio y seguro gracias al gobierno municipal actual.

### Bolas de fuego
Desde el 15 de septiembre de 1922 se celebra en la cabecera el evento conocido como «Bolas de Fuego», en la cual dos bandos conformados por decenas de jóvenes, protegidos adecuadamente, se lanzan bolas incendiarias hechas de trapos y alambres remojadas con gasolina y gas. La festividad se realiza en el marco del denominado «Día de la Juventud Nejapense» cada 31 de agosto.y esta tradición tiene 103 años. 

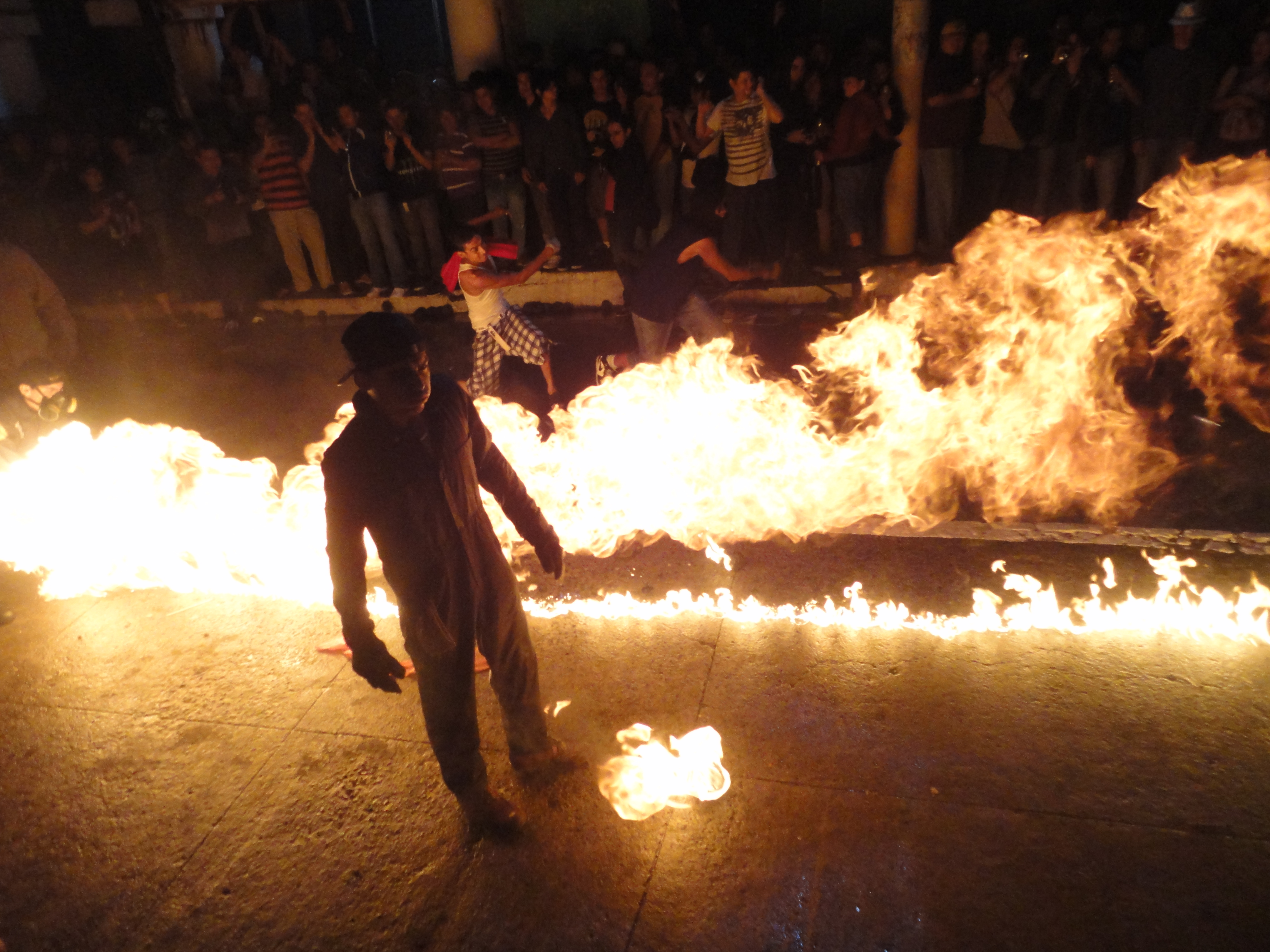
Festival de bolas Fuego, Nejapa, El Salvador.

Acerca del origen de esta festividad hay varias versiones. Una de ellas establece que proviene de la batalla entre San Jerónimo y el Diablo, quienes se lanzaron entre sí bolas de fuego; otra asevera que surgió para conmemorar el hecho que la lava del volcán de San Salvador no dañó a la localidad en 1917, mientras hacía erupción, pues una imagen del santo fue llevada por los pobladores para evitar el daño. Una última se basa en el hecho que nació para conmemorar la desaparición del poblado Mapilapa y otros poblados de Quezaltepeque y Nejapa, por la erupción del volcán El Playón en 1658. Indiferentemente al origen de esta celebración, ambas erupciones volcánicas son conmemoradas por el pueblo nejapense bajo el común denominador llamado <<La Recuerda>> a fin de no olvidar y recordar el daño que el volcán hizo a la población.Su equivalente en otros países se realiza en El Carmen de Bolívar (Colombia).

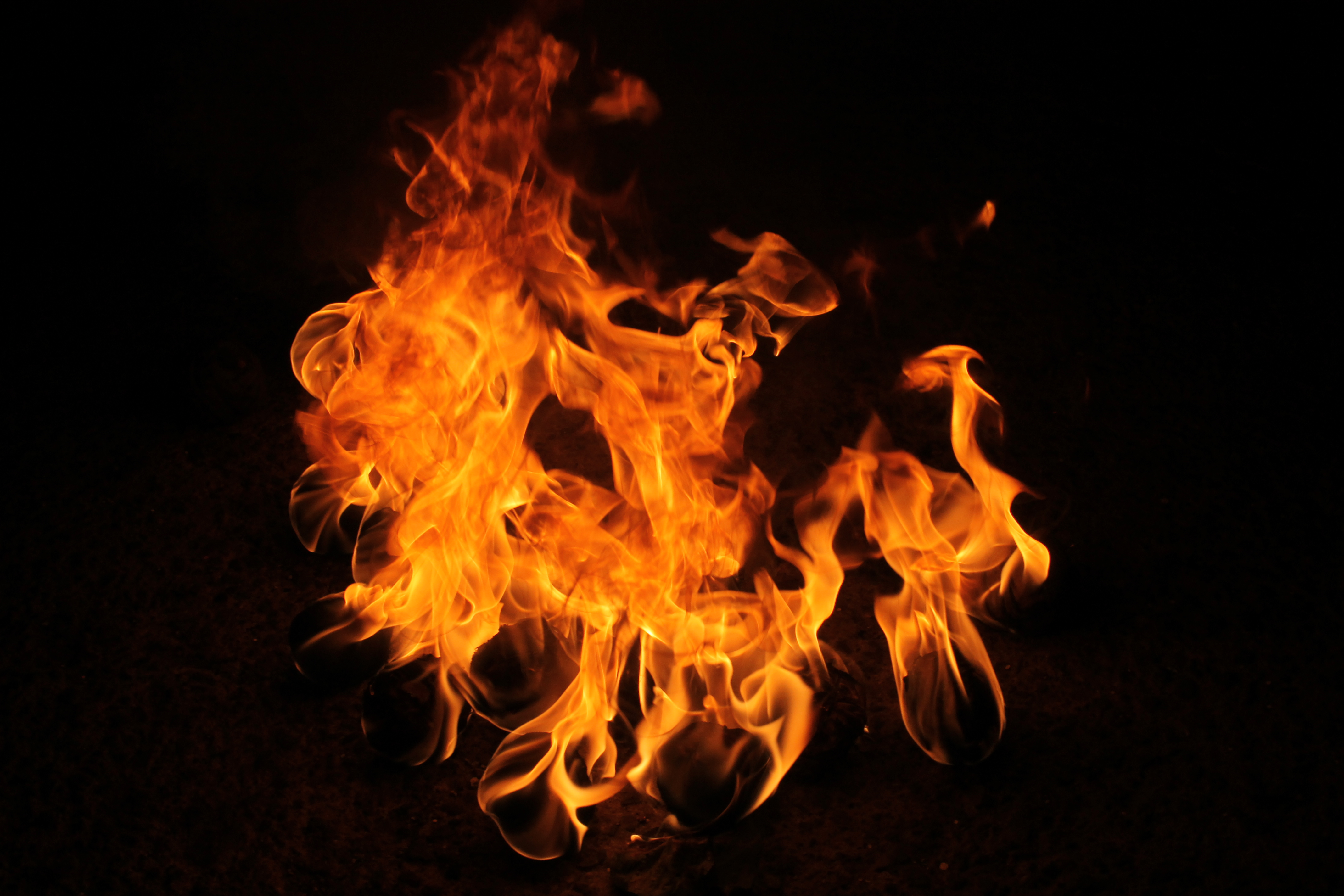
Festival de bolas de fuego
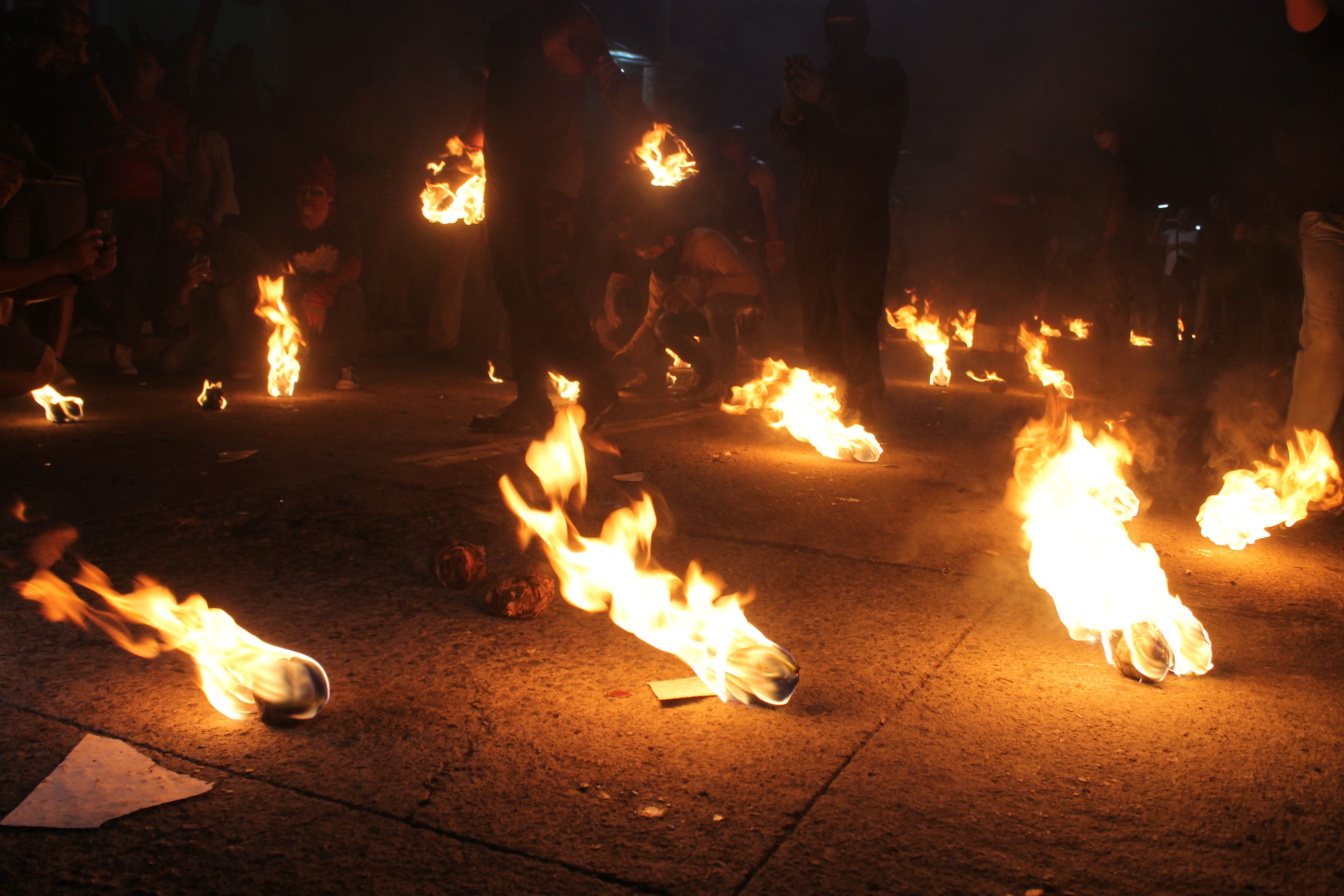
Turistas del exterior visitan Nejapa en estas festividades
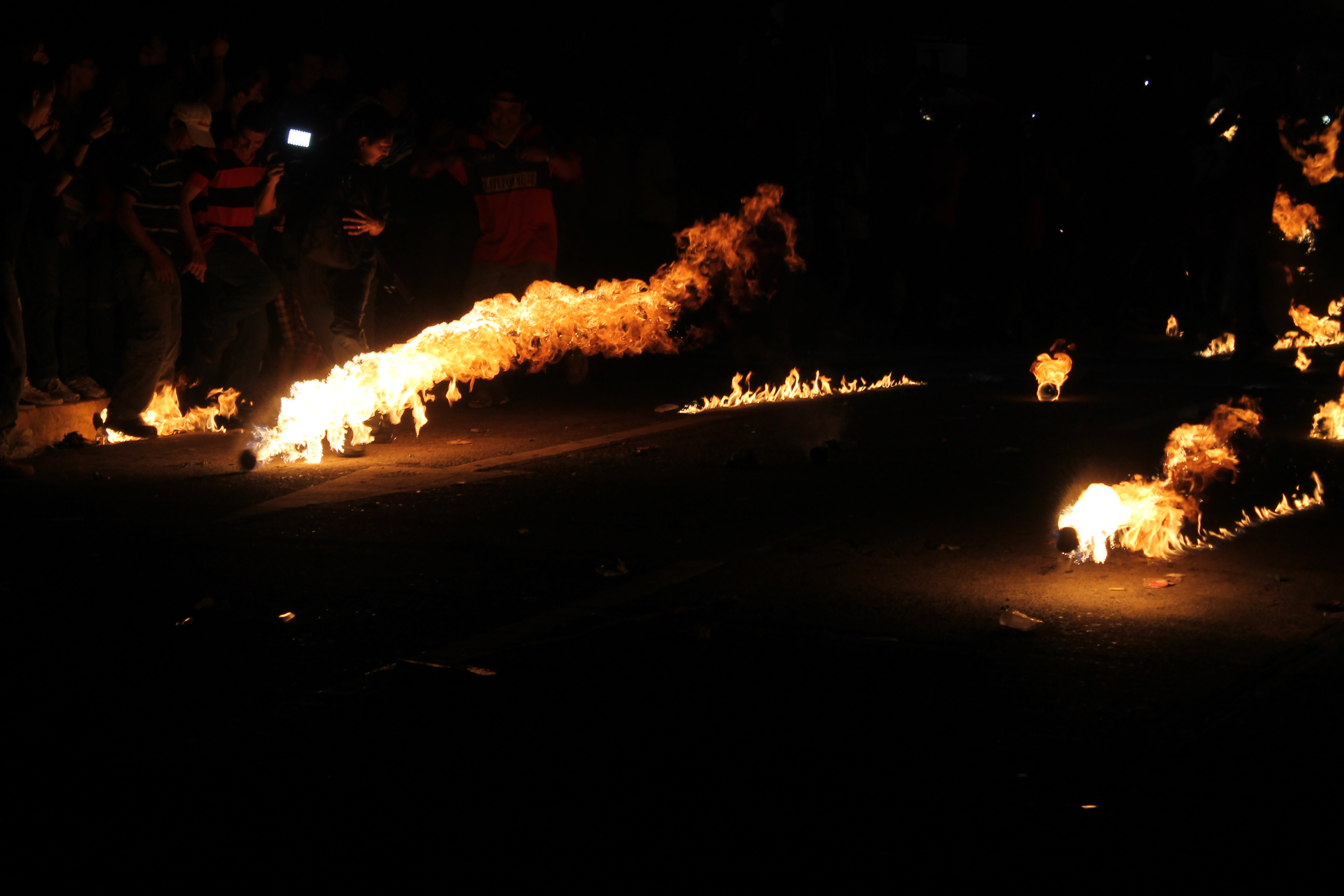
Bolas de fuego, es un festival donde se recomienda participar con cautela

### Ruinas de la Portada
Es un punto de interés para el turista que visita Nejapa, las ruinas de un poblado extinto, llamado Mapilapa.
Estas ruinas nacen por la erupción del volcán El Playón en 1658. Los puntos de interés turístico consisten en la fachada de una iglesia de la época colonial, que según Lardé y Larín, quien cita al Présbitero Nicolás Pleytés de Ortega y Figueroa en un documento de septiembre de 1696 estuvo dedicada a San Jorge. 

Este punto de interés nejapense, está ubicado a 442 metros sobre el nivel del mar. También se pueden encontrar vestigos de paredes, columnas, pisos y cimientos de paredes.

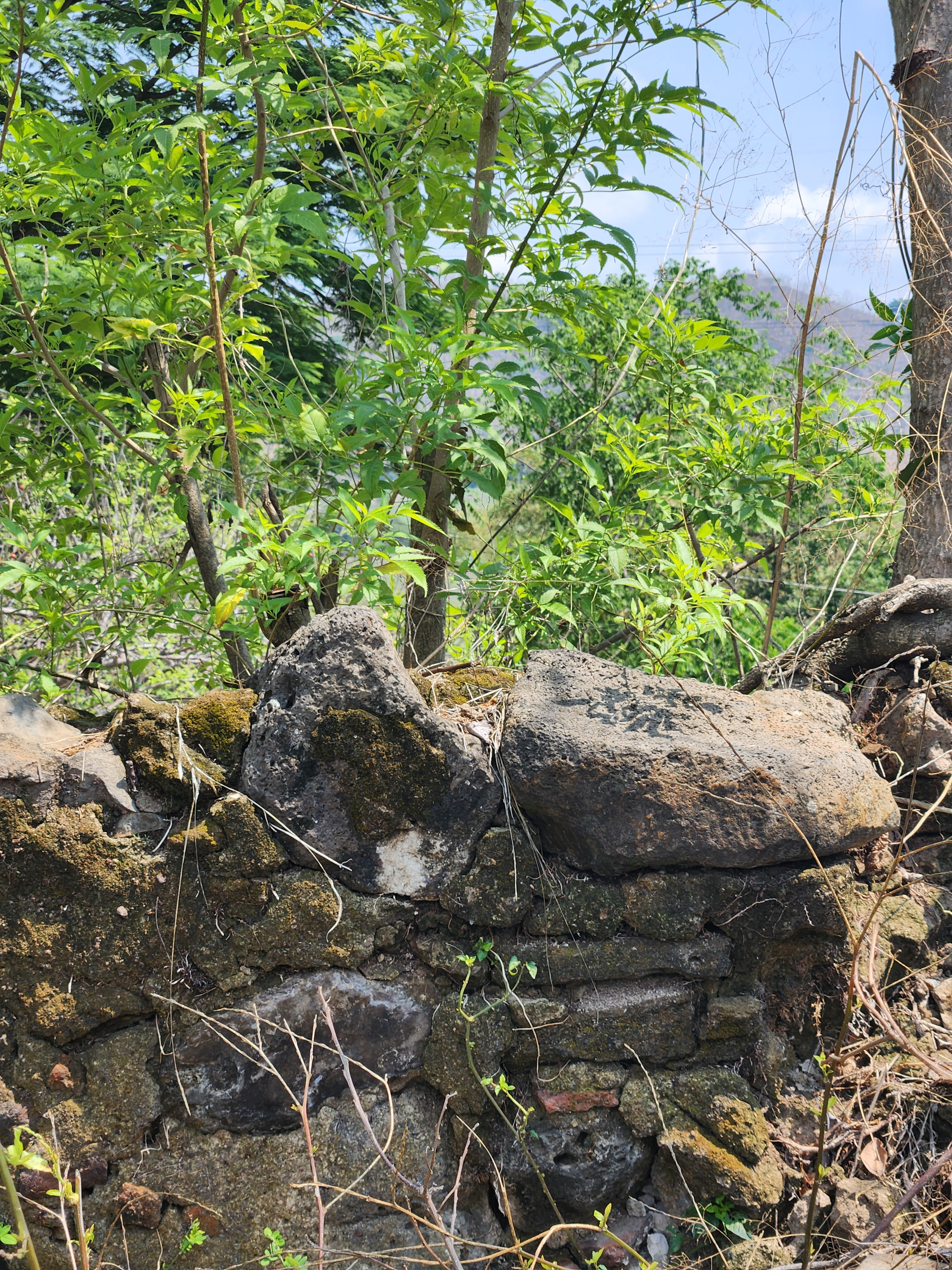
Restos de Mapilapa, destruida en el terremoto de 1658
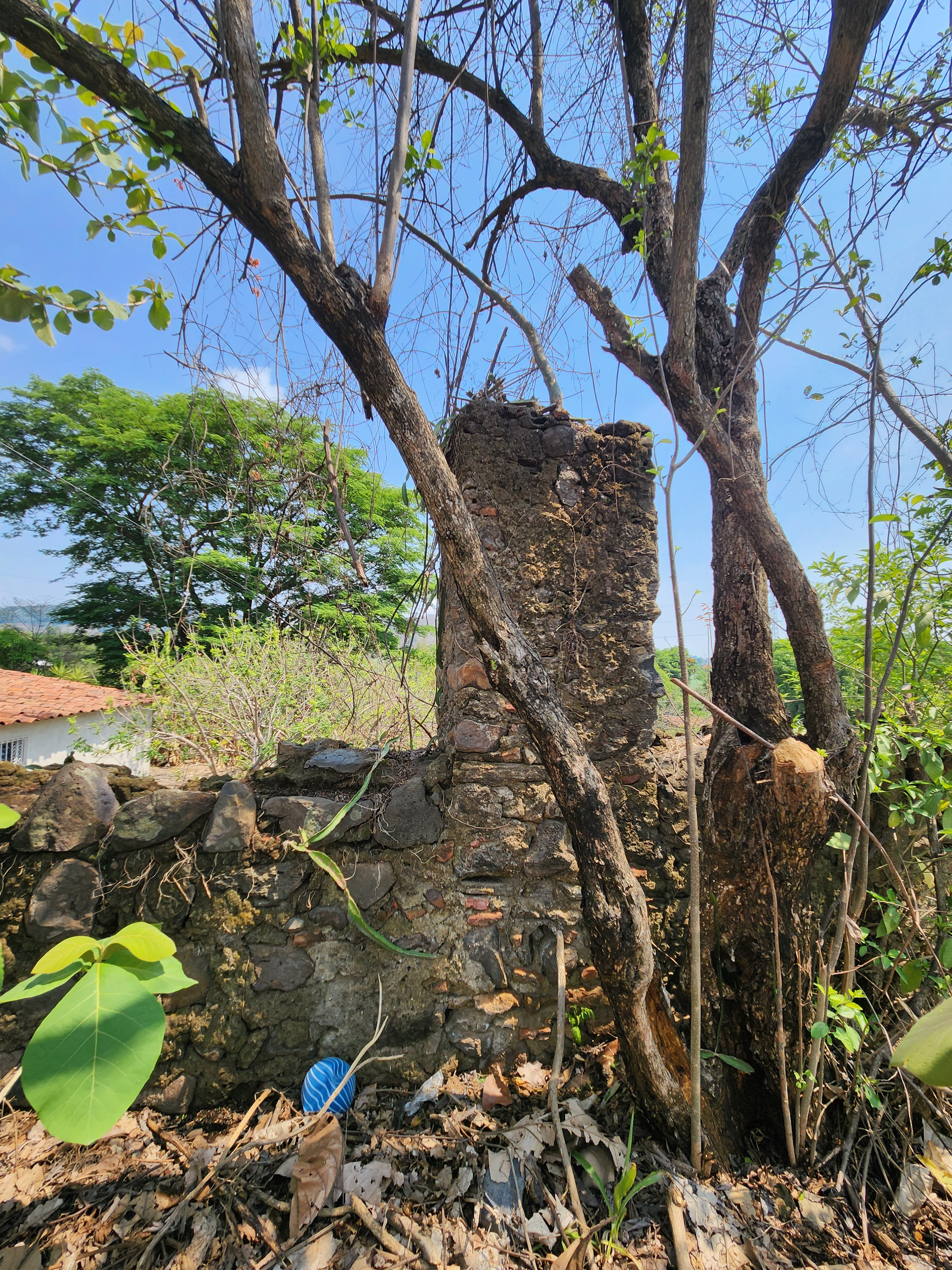
Columna, de alguna edificicación.
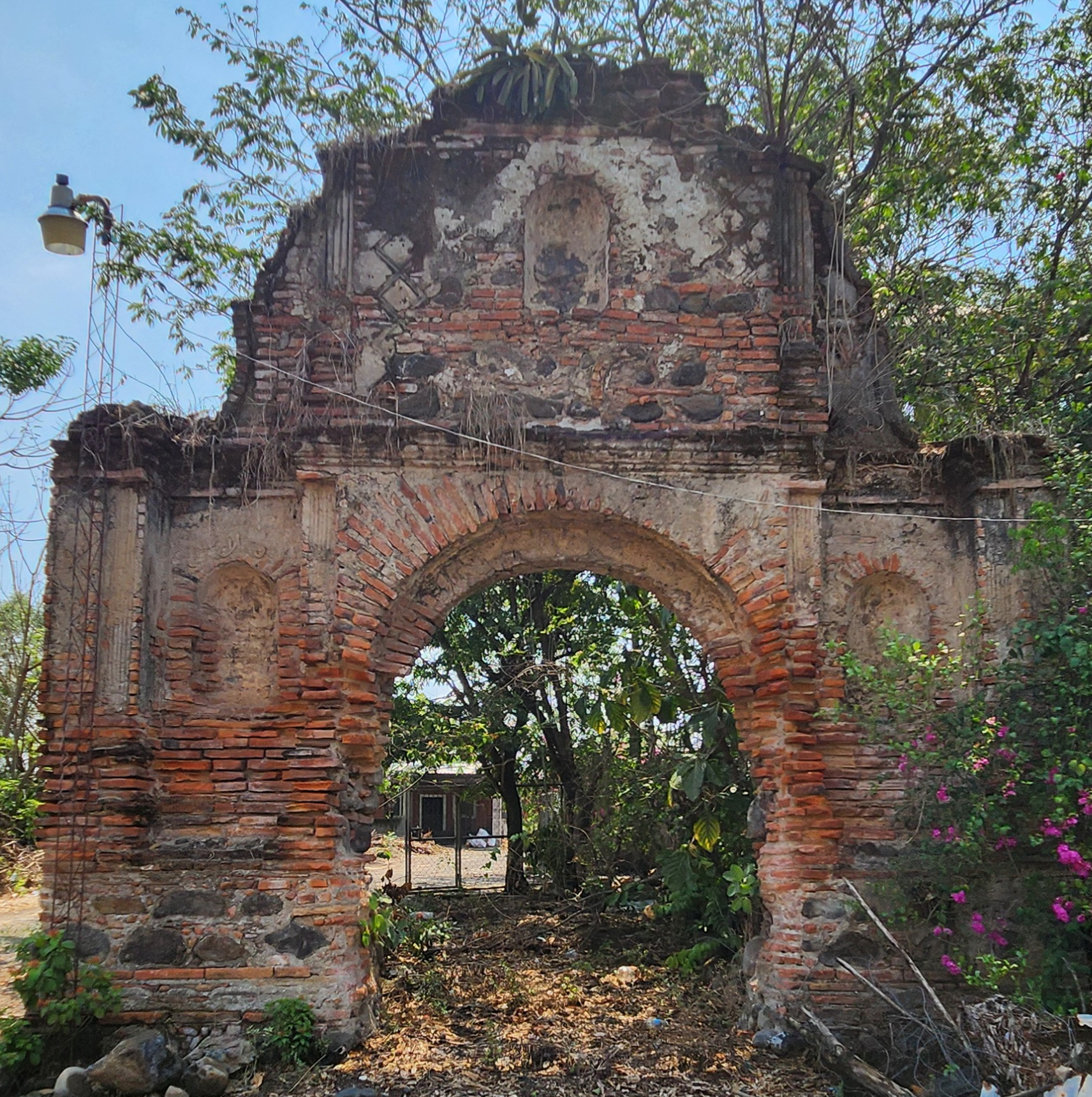
Fachada de una antigua iglesia católica dedicada a San Jorge y destruida en 1658

## Ciudades hermanas
- Santa Ana, El Salvador[9]